# 澜沧崖豆藤
澜沧崖豆藤（学名：Millettia lantsangensis）是豆科崖豆藤属的植物，为中国的特有植物。分布在中国大陆的云南等地，生长于海拔1,300米至1,800米的地区，多生长于山坡灌木林中，目前尚未由人工引种栽培。